# Puffinus newelli
La pardela de Newell (Puffinus newelli) es una especie de ave procelariforme en la familia Procellariidae. Es endémica del archipiélago de Hawái donde se reproduce, en hawaiano se denomina ʻaʻo. Esta ave marina pertenece a un grupo confuso de pardelas cuyos miembros son difíciles de identificar y cuya clasificación es motivo de controversia. Anteriormente era considerada una subespecie de Puffinus puffinus y en la actualidad a menudo es asignada en Puffinus auricularis. Su población ha ido declinando y Bird Life International la ha clasificado como una especie en peligro de extinción. Su nombre hace honor al hermano Matthias Newell, un misionero que trabajo en Hawái desde 1886 hasta 1924.

## Descripción
Es una pardela de tamaño relativamente pequeño, mide 33 cm de largo. Sus alas miden entre 223 a 249 mm de largo y su cola de 78 a 88 mm de largo. Pesa entre 340 a 425 gr. Su dorso es negro con un tinte marrón mientras que sus partes inferiores son blancas. La coloración oscura de su cara se extiende debajo del ojo y se encuentra separada en forma definida de la garganta blanca. Posee una mancha blanca en los laterales, que se extiende en los costados de la grupa.  Su pico es gris oscuro o marrón y las patas son rosado claro. Vuela bajo sobre el agua con las alas en posición rígida con una mezcla de breves planeos y periodos de rápido batido de ala. Emite un sonido similar al rebuzno de un asno en las zonas de reproducción.

## Distribución
Se reproduce en al menos 20 colonias en las laderas de las montanas en las islas de Hawái. Las colonias principales se encuentran en la isla de  de Kauaʻi, en laderas en torno al Alakaʻi Plateau y probablemente en las Montañas Mokolea. Su distribución en las otras islas es incierta pero se sabe que se reproduce en las islas de  Molokaʻi y  Hawái y es posible que se reproduzca en Oʻahu, Maui y Lānaʻi. Desde abril hasta noviembre se la puede observar en las aguas en torno a las islas de Hawái, especialmente en torno a  Kauaʻi. Fuera de la temporada reproductiva se dispersa en el Océano Pacífico tropical. Se sabe muy poco sobre su distribución en el mar pero es posible se desplace hacia el sur y el este hacia las aguas de la  Contra-Corriente Ecuatorial. Existen registros que indican que por el este ha llegado hasta las islas Marianas. Por el sur existen registros en Samoa en septiembre de 1977 y Samoa Norteamericana en enero de 1993.

## Comportamiento

### Alimentación
Se alimenta lejos de la costa, en zonas de aguas profundas (al menos 2000 metros). Su dieta es poco conocida pero incluye calamares y pequeños peces. Pesca zambulléndose en el agua y nadando hasta profundidades de 10 metros, usando sus alas para impulsarse. Suele guiarse por los bancos de atunes y se une a otras aves marinas con las que pesca los peces pequeños que huyen de los atunes hacia la superficie.

### Reproducción
Alrededor 1908 se pensaba que se había extinguido, pero en 1947 fue redescubierta, en 1967 se observó que criaba en Kauaʻi. Anida en madrigueras situadas en laderas pronunciadas, generalmente cubiertas de helechos uluhe (Dicranopteris linearis. Pone un único huevo blanco durante las dos primeras semanas de junio. Ambos miembros de la pareja se encargan de la incubación durante unos 62 días. Los jóvenes dejan el nido en octubre, entre 88–100 días tras la eclosión. Entonces vuelan hacia el mar y dejan de depender de sus padres.

## Conservación
Antiguamente era el ave marina más común del archipiélago de Hawái. Su población disminuyó con la pérdida de hábitat y a causa de la depredación sufrida por parte de especies introducidas, como las mangostas, ratas y lechuzas. Los juveniles en particular son atraídos por las luces de las zonas urbanas por la noche y muchos mueren por colisión con las líneas eléctricas y los edificios. Su población se estimó a mediados de los años 1990 en unos 84.000 individuos. Pero hubo un importante descenso de la población en los siguientes años posiblemente producto de los efectos del Huracán Iniki de 1992.